# Križni put – zločin bez kazne
Križni put – zločin bez kazne hrvatski je dokumentarni film. Dokumentarac je cjelovita priča o Križnom putu i Bleiburškoj tragediji, najvećoj tragediji hrvatskoga naroda u novijoj povijesti.
Miljenko Manjkas napisao je scenarij. Zasniva se na strašnim sudbinama trojice preživjelih svjedoka. Jedan je bio pripadnik domobrana i poslije Wehrmachta, drugi je bio 17-godišnji pitomac domobranske vojne škole, a treći je bio 10-godišnji dječak kad je ranjen na izbjegličkom putu već prije Celja. Film sadrži i svjedočanstva pripadnika partizanskih snaga. Prikazani su i dnevnici OZN-e.